# Suchedniów (stacja kolejowa)
Suchedniów – stacja kolejowa w Suchedniowie, w województwie świętokrzyskim, w Polsce. Według klasyfikacji PKP ma kategorię dworca lokalnego. Stacja znajduje się przy ul. Dworcowej, na wschód od centrum miasta.

## Ruch pasażerski[3]
| Rok  | Wymiana pasażerska na dobę |
| ---- | -------------------------- |
| 2017 | 200-299                    |
| 2018 | 300-499                    |
| 2019 | 300-499                    |
| 2020 | 200-299                    |
| 2021 | 300-499                    |
| 2022 | 300-499                    |
| 2023 | 500-699                    |

## Historia
Budynek dworca pochodzi z XIX wieku, powstał podczas budowy kolei Iwangorodzko-Dąbrowskiej. Budynek przeszedł remont w 2014 roku, podczas którego wymieniono drzwi i okna, odnowiono elewację, pomalowano poczekalnię i klatkę schodową oraz zainstalowano pochylnię dla niepełnosprawnych.

## Linie kolejowe
Stacja leży na linii kolejowej nr 8 (Warszawa Zachodnia – Kraków Główny).

## Infrastruktura

### Budynek dworca
Wewnątrz budynku stacji znajduje się poczekalnia oraz czynna kasa biletowa. Pozostała część zagospodarowana jest jako mieszkanie.

### Perony
Stacja jest wyposażona w dwa perony, z których czynny jest jedynie drugi, wyspowy. Peron pierwszy służył dawniej jako rampa towarowa, obecnie jest wyłączony z użycia.

### Nastawnie
Ruch na stacji prowadzony jest z dwóch nastawni, umieszczonych na przeciwległych głowicach stacyjnych. Stacja wyposażona jest w semafory i tarcze świetlne.

## Ruch pociągów
Na stacji zatrzymują się pociągi osobowe spółki Przewozów Regionalnych relacji Kielce – Skarżysko-Kamienna / Ostrowiec Świętokrzyski / Sandomierz oraz pociągi pospieszne spółki PKP Intercity.

## Galeria

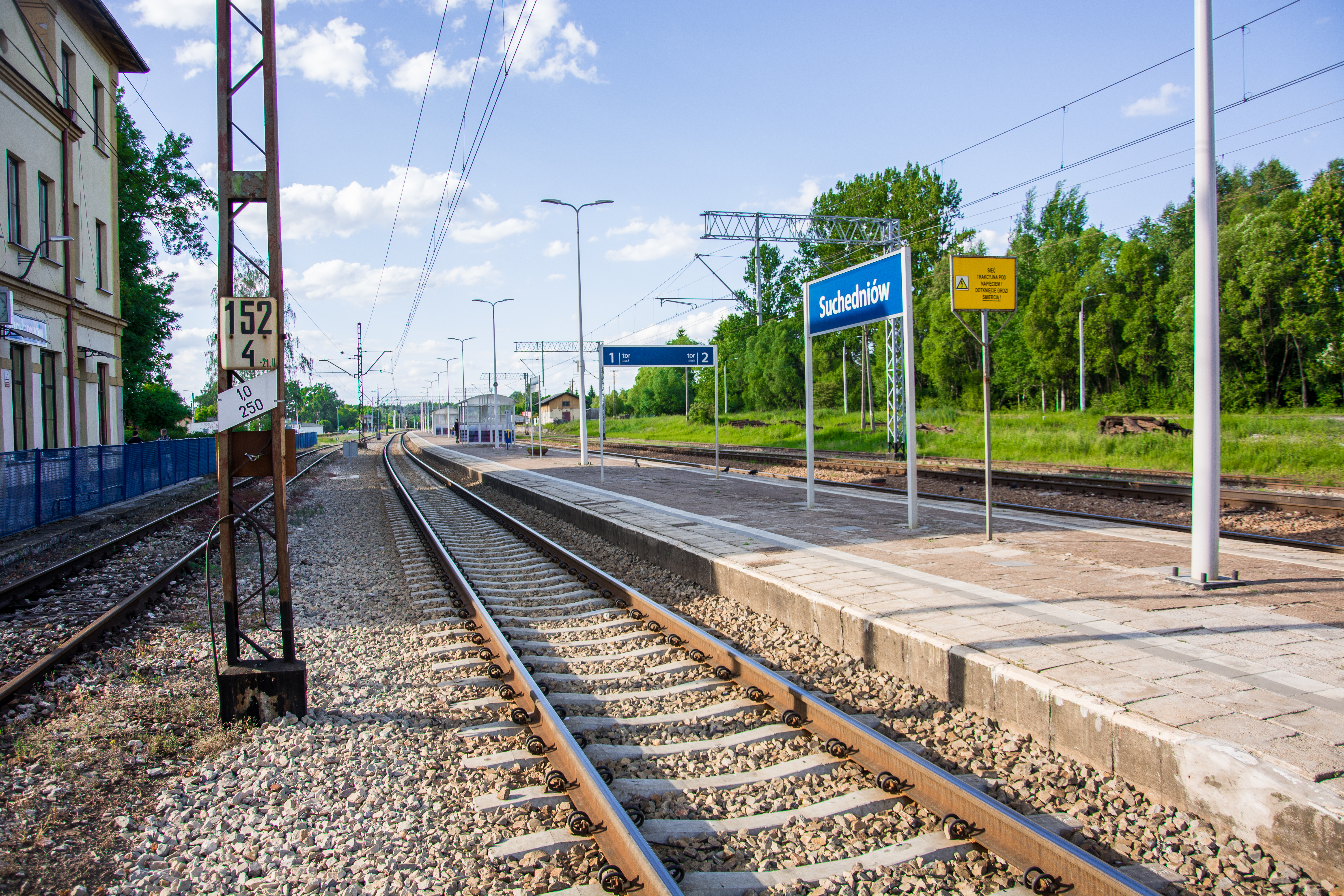
Wyspowy peron nr 2, widok w kierunku Skarżyska-Kamiennej
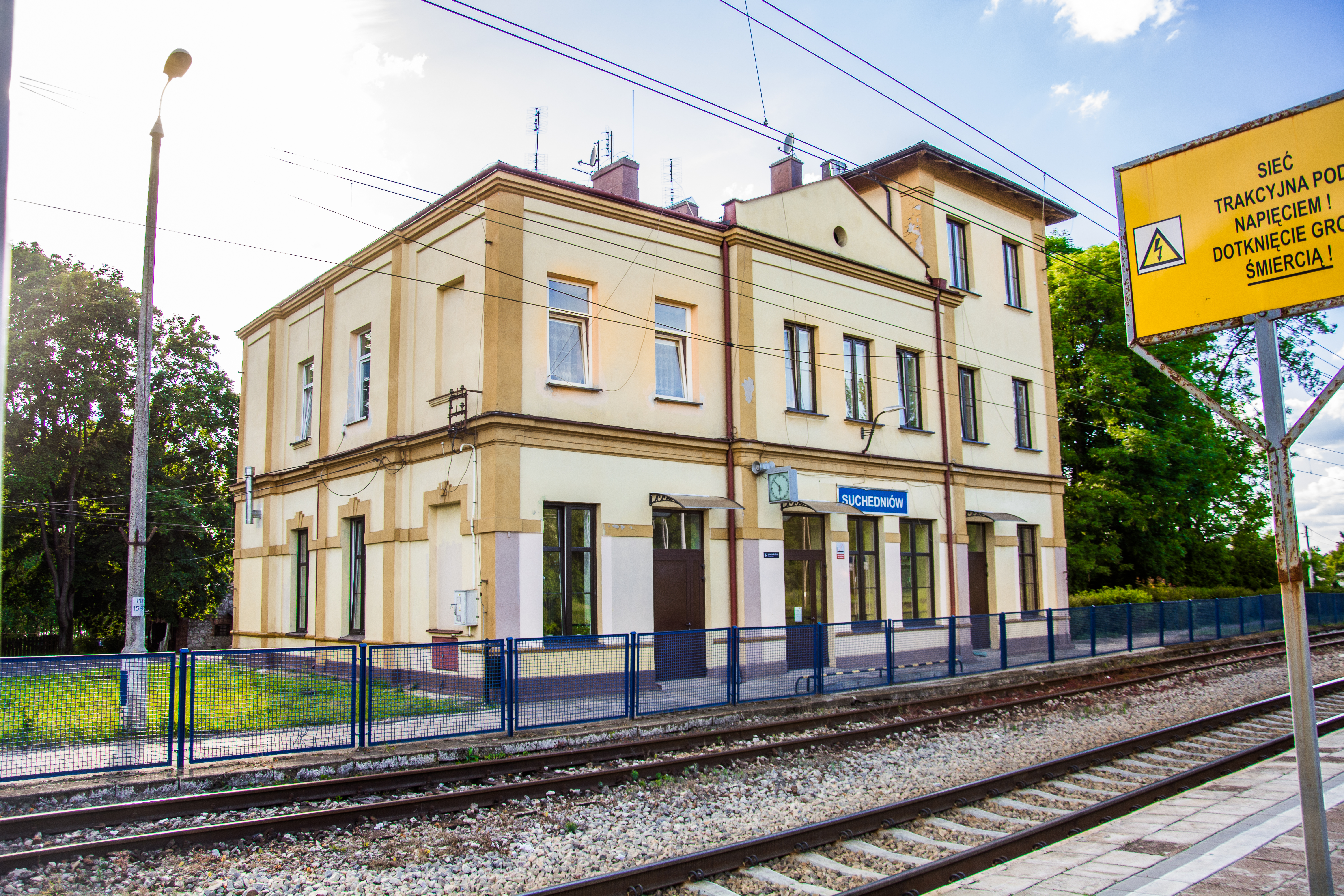
Zabytkowy budynek dworca
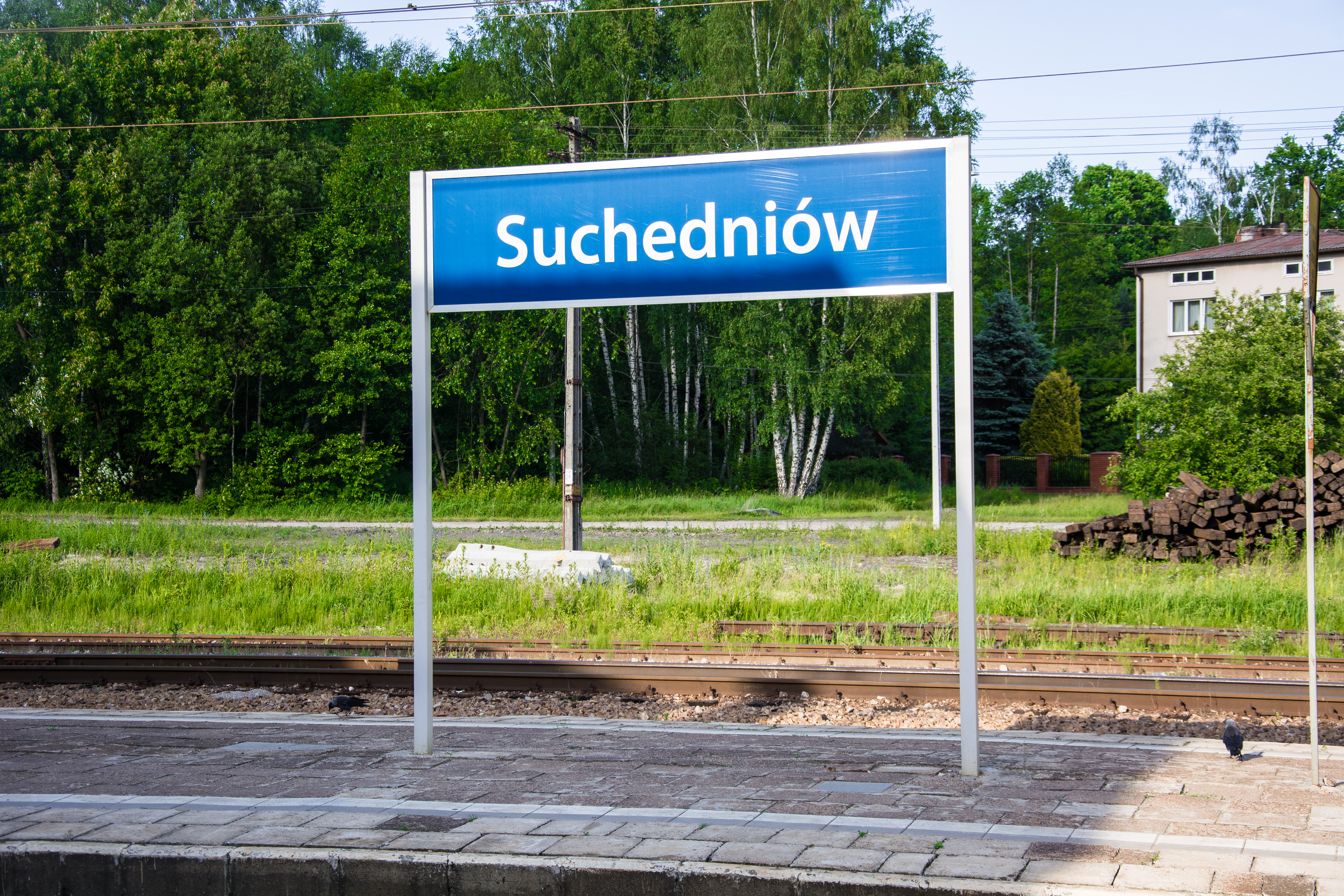
Tablica z nazwa stacji
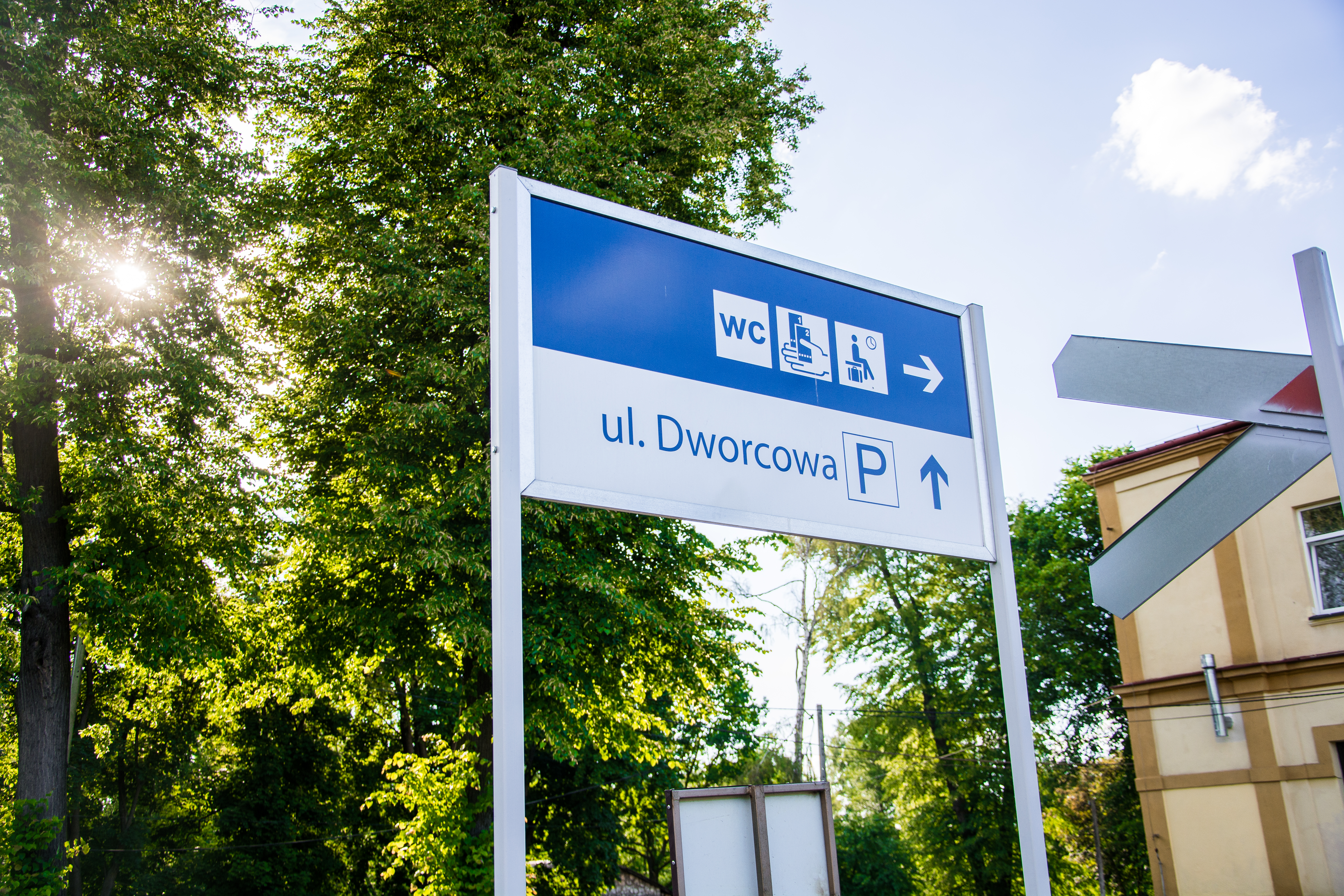
Tablica informacji pasażerskiej
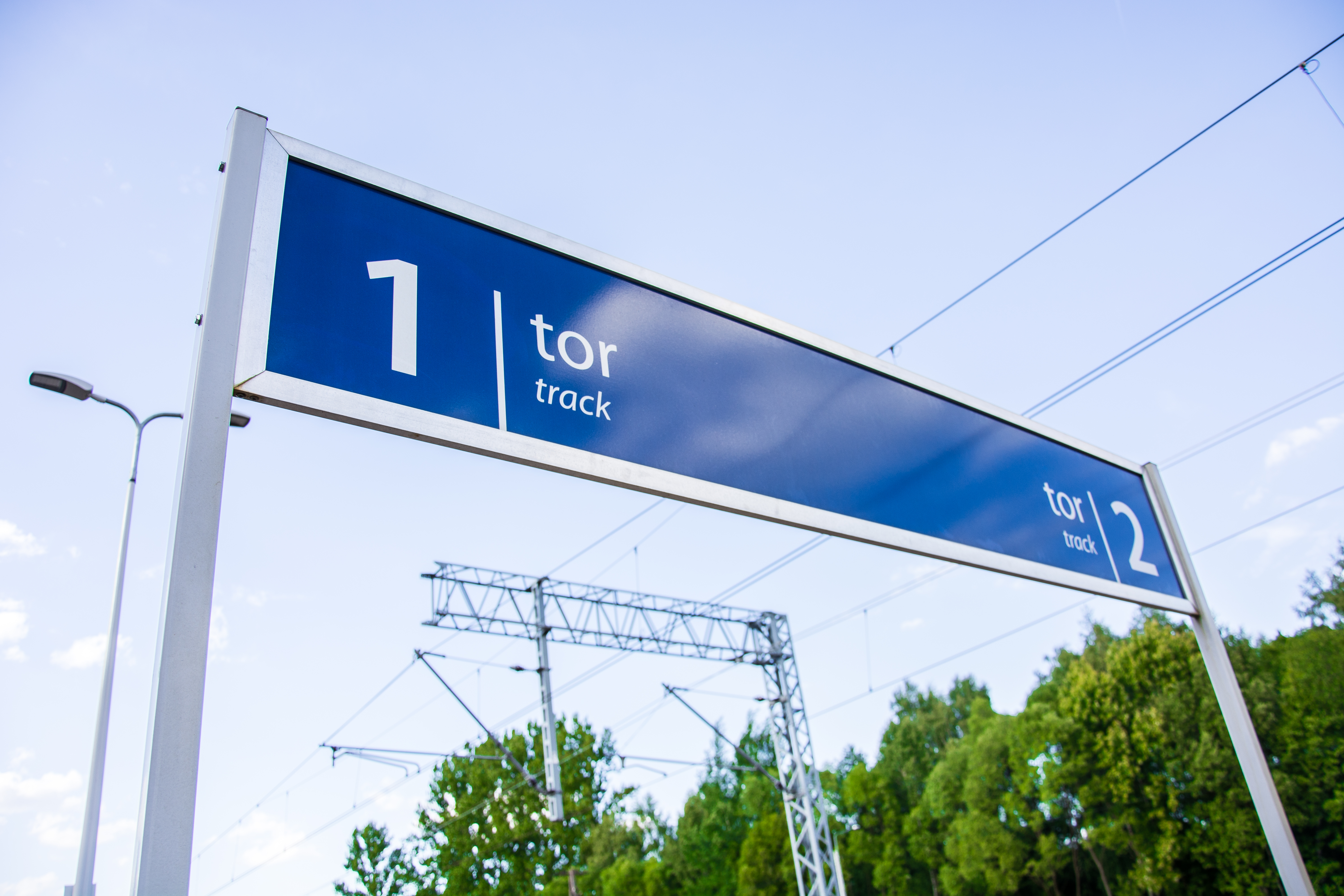
Oznaczenia torów stacyjnych
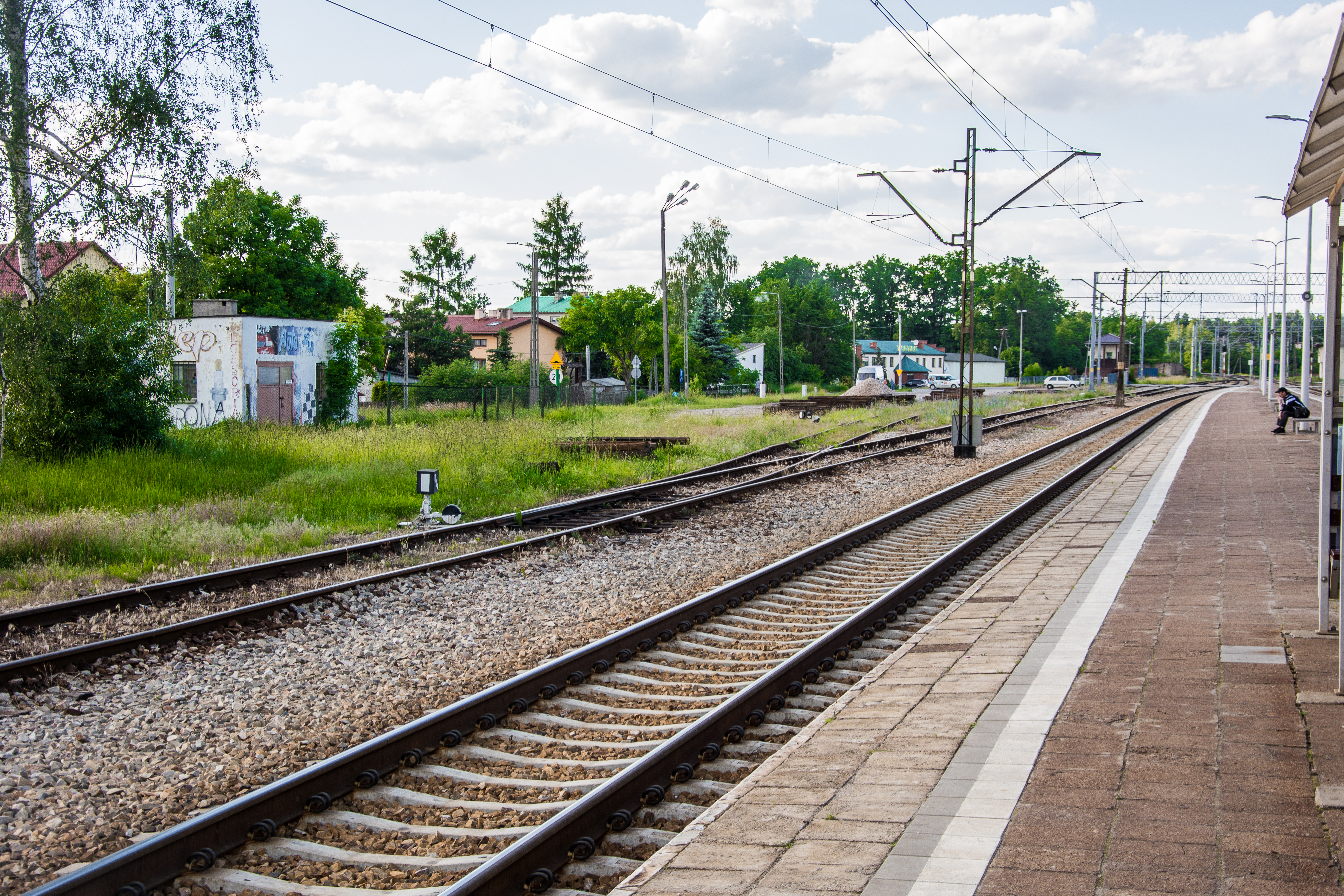
Tory dodatkowe
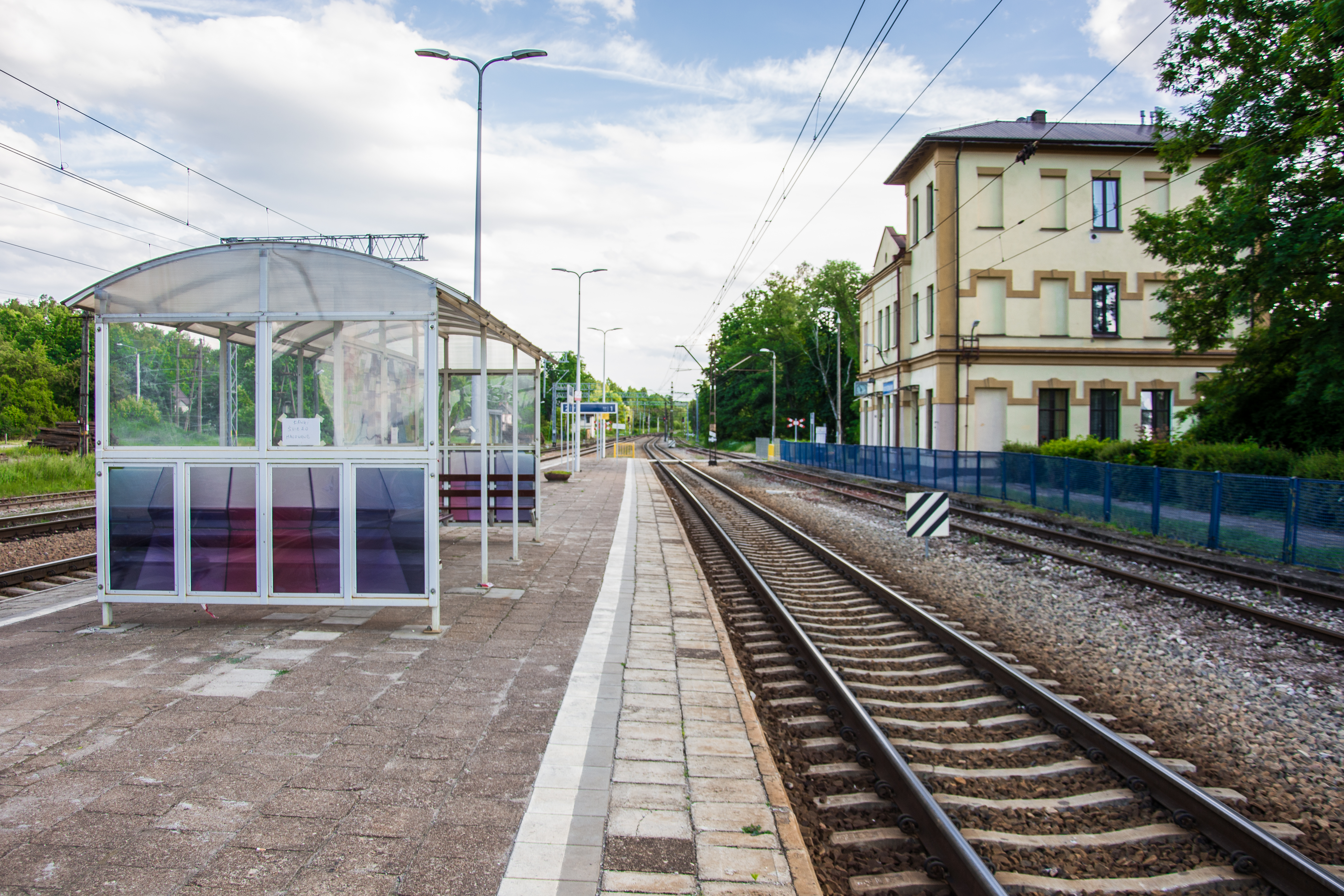
Widok w kierunku Kielc